# Zöschau

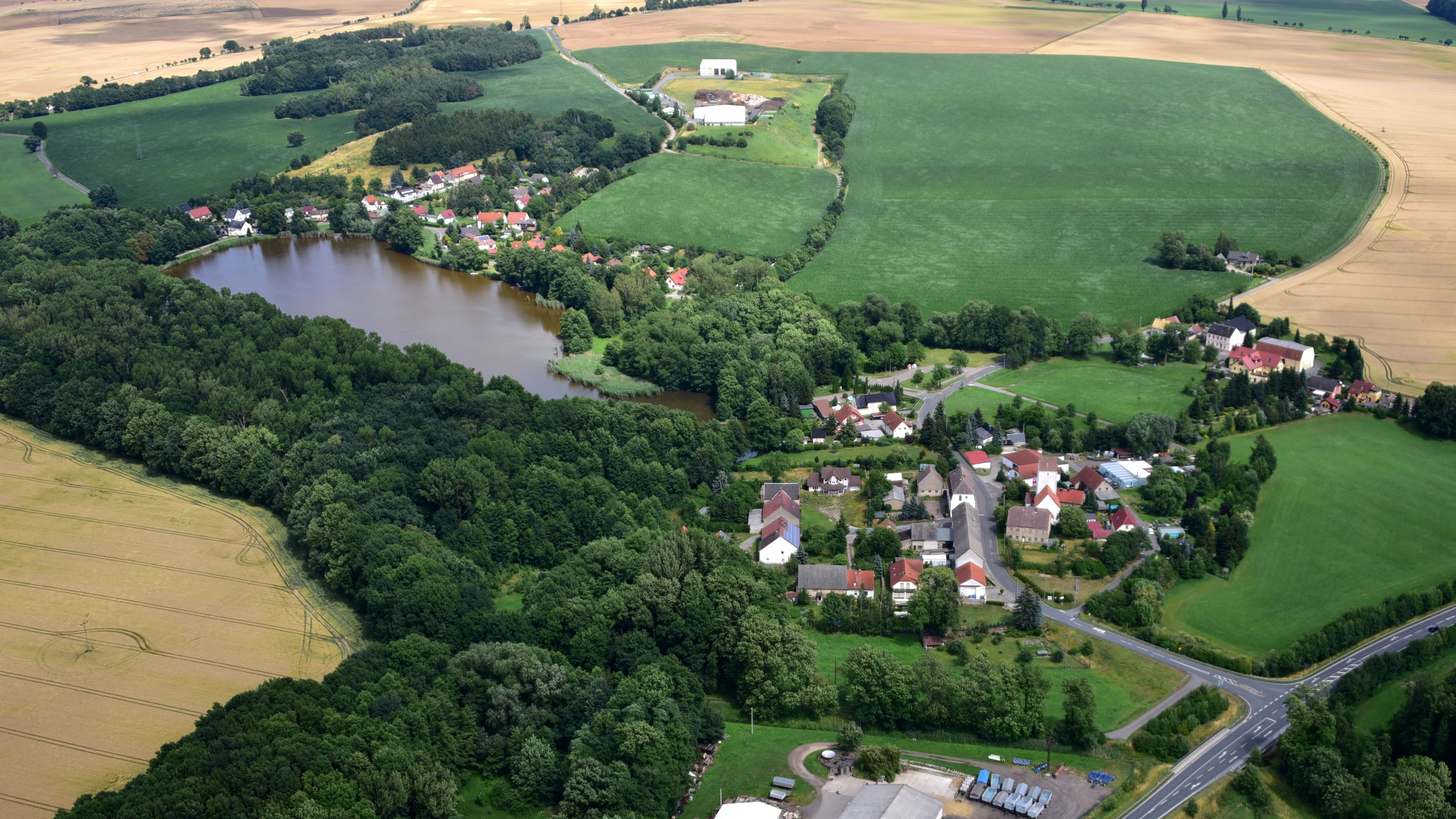
Zöschau, Rechau, Luftaufnahme (2017)

Zöschau ist ein Ortsteil der Stadt Oschatz im Landkreis Nordsachsen in Sachsen.

## Geographie und Verkehrsanbindung
Zöschau liegt südöstlich des Stadtkerns von Oschatz an der S 30. Die B 6 verläuft etwas weiter entfernt nördlich. Durch den Ort fließt der Sandbach.

## Persönlichkeiten
- Karl Wilhelm von Oppel (1867–1930), Politiker und Rittergutsbesitzer